# Пимштейн, Валентин
Валентин Пимштейн Вейнер (исп. Valentín Pimstein Weiner; 9 августа 1925, Сантьяго, Чили — 27 июня 2017, Чили) — мексиканский продюсер, поставивший свыше 100 сериалов. Являлся первым по популярности мексиканским продюсером и одним из первых продюсеров — пионеров жанра мексиканская теленовелла.

## Биография
Родился 9 августа 1925 года в столице Чили — Сантьяго в семье еврейских эмигрантов из Минской губернии, которые эмигрировали в Мексику во время революции 1917 года. За некоторое время до рождения Валентина его родители поехали на отдых в Сантьяго, и там Валентин Пимштейн появился на свет.
В 1940-х годах Валентин Пимштейн поступил в Мексиканский университет административного управления на факультет Продюсера кино и сериалов. Успешно окончив его, получил красный диплом и быстро вошёл в профессию — в 1958 году Пимштейн спродюсировал свой первый фильм. Затем начал работать над телесериалами, с каждым новым сериалом популярность Валентина Пимштейна возрастала. Пимштейн был известен тем, что не терпел, когда актёр или актриса начинали выяснять отношения, требовать повышения гонораров или учинять скандалы на съемках. В таких ситуациях Пимштейн просто менял актёров и актрис даже посреди телесериала, новые актёры доигрывали роли уволенных. Самыми известными стали массовые замены актёров и актрис в сериалах «Богатые тоже плачут», «Дикая Роза», «Просто Мария». В 1995 году спродюсировал свой последний сериал «Мария из предместья». Затем Валентин Пимштейн ещё два года работал в телекомпании Televisa. В 1997 году, после смерти Эмилии Аскарагга Мильмо и прихода в Televisa новой администрации, был вынужден уйти на пенсию, так как не смог сработаться с новой администрацией.
Скончался 27 июня 2017 года в Чили.

### Личная жизнь
Дочь Вероника Пимштейн пошла по стопам отца — стала известным мексиканским продюсером. Также родственницей Валентина Пимштейна является Вивиана Пимштейн — мексиканский композитор и певица, записавшая второй саундтрек к сериалу «Просто Мария».

## Фильмография

### Продюсер

#### Сериалы

##### Televisa
- 1958 — Гутьерритос
- 1961 — Елена
- 1962 — Учитель Вальдес
- 1963 — Вина отцов
- 1963 — Неприкаянные сердца
- 1963 — Непрощённый
- 1963 — Пабло и Елена
- 1963 — Секрет
- 1963 — Эгоистичные матери
- 1964 — Всегда ваша
- 1964 — Корона слёз
- 1964 — Скорая помощь
- 1965 — Сеятельница
- 1966 — Борьба Лупе Рейеса
- 1966 — Встреча со славой
- 1966 — Герцогиня
- 1966 — Головокружение
- 1966 — Идол
- 1966 — Мария Исабель
- 1967 — Жертвы
- 1967 — Ангел в грязи
- 1967 — Анита де Монтемар
- 1967 — Наваждение
- 1967 — Сомнение
- 1967 — Тоска о прошлом
- 1967 — Узурпатор
- 1967 — Четвёртая заповедь
- 1968 — Руби
- 1968 — Аурелия
- 1968 — Испытания любви
- 1968 — Красный Чучо
- 1968 — Мариана
- 1968 — Умершая любовь
- 1969 — Молитва перед долгой дорогой
- 1969 — Росарио
- 1969 — Семья
- 1969 — Тревожные предчувствия
- 1970 — Есения
- 1970 — Кошка
- 1970 — Музыкант
- 1970 — Перекрёсток
- 1970 — Чёрные ангелы
- 1971 — У любви — женское лицо
- 1971 — Уборка мусора
- 1972 — Это он, Фелипе Рейес
- 1973 — Возлюби ближнего своего
- 1973 — Мой соперник
- 1973 — Помощницы Бога
- 1973 — Уважаемый сеньор Вальдес
- 1974 — Злоумышленница
- 1974 — Мир игрушки
- 1974 — Просто скажи это завтра
- 1975 — Бедная Клара
- 1975 — Нарасхват
- 1976 — Моя маленькая сестра
- 1977 — Месть
- 1977 — Униженные и оскорблённые
- 1977-78 — Рина
- 1978 — Вивиана
- 1978 — Воровка
- 1978 — Доменика Монтеро
- 1978 — Красная кукла
- 1978 — Людские слёзы
- 1978 — Мама-компаньонка
- 1979 — Богатые тоже плачут[3].
- 1979 — Вероника
- 1979 — Небо для всех
- 1979 — Судья
- 1979 — Чёрные слёзы
- 1980 — Колорина
- 1980 — Пелусита
- 1980 — Сандра и Паулина
- 1980 — Тщеславие
- 1981 — Дом, который я ограбила
- 1981 — Соледад
- 1982 — Ванесса
- 1982 — Я устала жить
- 1983 — Амалия Батиста
- 1983 — Искорка
- 1983 — Хищница
- 1984 — Гваделупе
- 1984 — Принцесса
- 1984 — Счастливые годы
- 1985 — Биянка Видаль
- 1985 — Пожить немножко
- 1985 — Проходят годы
- 1987-88 — Дикая Роза
- 1988 — Гора страдания
- 1989 — Карусель
- 1989-90 — Просто Мария
- 1991 — Шаловливая мечтательница
- 1992 — Мария Мерседес
- 1992 — Американские горки
- 1994 — Маримар
- 1995 — Мария из предместья

## Награды и премии

### TVyNovelas
Валентин Пимштейн 5 раз номинирован на премию, однако он ни разу не выиграл. Все премии имели название «Самая лучшая теленовелла».
- 1985 — Амалия Батиста
- 1985 — Пожить немножко
- 1990 — Просто Мария
- 1992 — Шаловливая мечтательница
- 1993 — Мария Мерседес